# Softshell

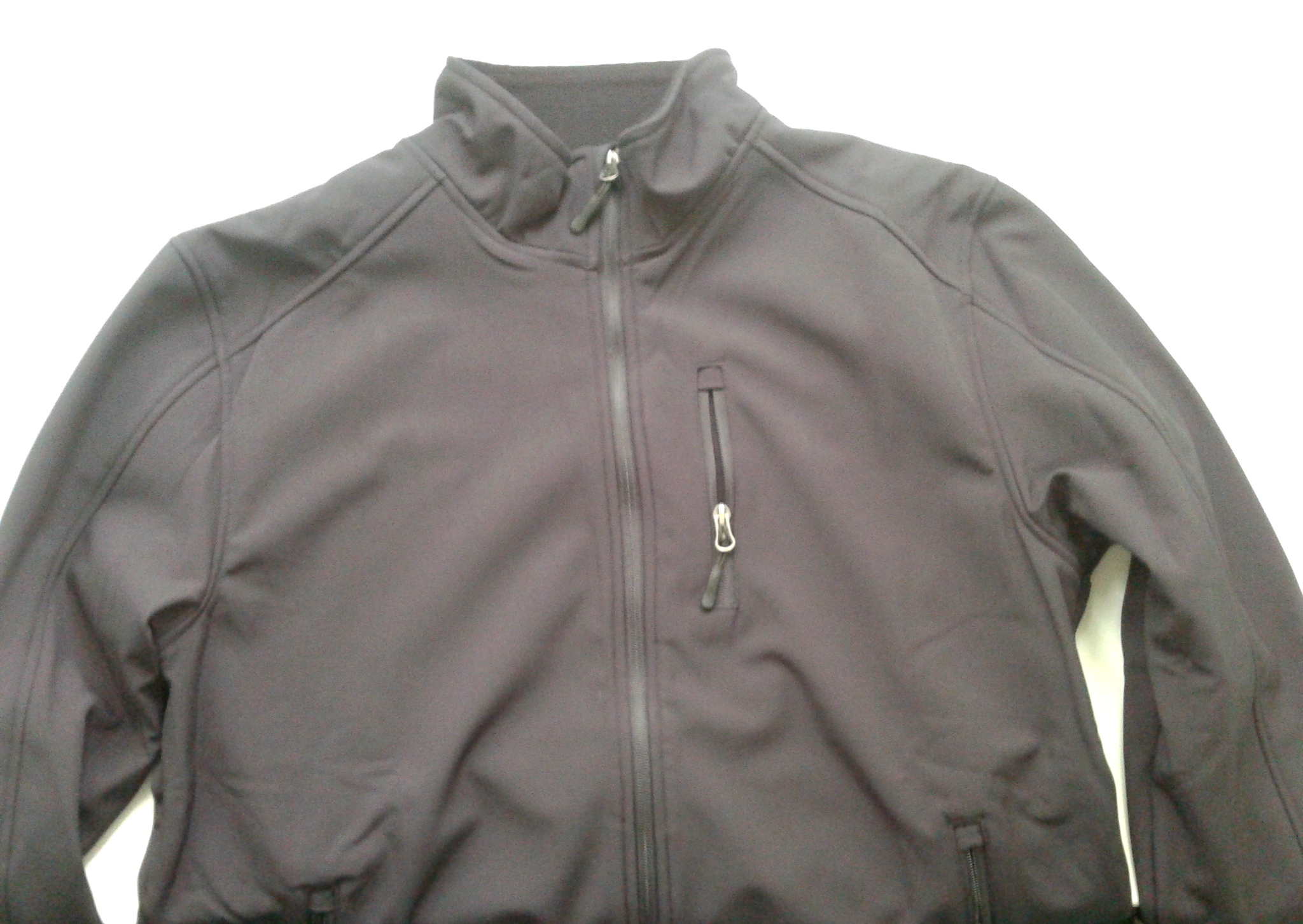
softshellová bunda

Softshell je textilní funkční materiál, látka, která sama o sobě zajišťuje do určité míry voděodolnost a ochrání proti větru. Zároveň oproti starším, tradičnějším látkám s podobnou ochrannou funkcí je měkký, jemný a paropropustný. Z tohoto důvodu je softshellové oblečení vhodné pro outdoorové aktivity v proměnlivých klimatických podmínkách, zejména ve vyšším větru, vlhku nebo dešti. Dříve se podobné ochrany dosahovalo např. kombinací svetru a větrovky, která ovšem bývá pro páru nepropustná, neodvádí tělesnou vlhkost. Slovo softshell (soft-shell, měkká schránka) poukazuje na měkkost oblečení z tohoto materiálu, v kontrastu s klasickými materiály používanými na vnější vrstvu, tzv. hardshell, které reprezentuje například membránová gore-texová bunda.
Softshellový materiál bývá vytvořen vrstvením:
- 1. vnitřní (spodní) vrstva má být tzv. komfortní, kdy jejím hlavním úkolem je odvádět tělesnou vlhkost = použití např. funkčního prádla, a být přitom příjemný ve styku s kůží, na omak,
- 2. a případně i 3. ochrannou vrchní vrstvu tvoří ochrannou a izolační vrstvu, zpravidla polyesterová, zvlášť utkaná tkanina, popřípadě pokrytí tzv. DWR (Durable Water Repellent) povrchem – díky tomu materiál tak rychle nepromokne.[3]

## Typy softshellu
Softshell není jeden materiál, ale celá skupina tkanin podobných vlastností, které se ale v jednotlivostech a parametrech mohou značně odlišovat. Lze jej proto dělit dle různých hledisek.
přítomnost membrány (toto dělení akcentují zejména prodejci outdoorového oblečení)
- membránové: mají jako střední vrstvu funkční textilní membránu (PU nebo teflon). Tyto tkaniny mívají lepší parametry nepromokavosti a odolnosti vůči větru, ale bývají méně prodyšné a hůře odvádí pot.
- nemembránové (tkané): membrána chybí, vodoodpudivost je zajišťována hustotou vláken svrchní vrstvy a svrchní impregnační úpravou. Bývají prodyšnější.

určení (toto dělení akcentují zejména prodejci textilní metráže)
- jarní: středně silný softshell s vnitřní stranou z nezateplené látky, obvykle polyester, bavlna nebo bambusová viskóza
- letní: velice tenký softshell často bez vnitřní vrstvy.
- zimní: rubová vrstva je ze silnějšího hřejivého materiálu, obvykle fleece.

### Parametry softshellu
U softshellu se obvykle sledují parametry voděodolnost (mm vodního sloupce) a paropropustnost, prodyšnost (g/m2). Hodnota se uvádí s lomítkem, např. 10000/3000 (nebo zkráceně 10/3) u běžně prodávané levnější softshellové metráže, která snese lehký déšť, ale člověk se v ní snadno zpotí.

## Šití ze softshellu
Díky svým funkčním vlastnostem, výdrži, jednoduché manipulaci a dostupné ceně se softshell stal oblíbeným materiálem pro domácí šití oděvů. Šijí se z něj nejen bundy a kabáty, ale též kalhoty pro děti. Softshell lze šít na běžných domácích šicích strojích, jehlu je třeba volit dle typu softshellu. Většina softshellů pruží jen lehce, proto se při šití příliš nevytahují. Při šití nepromokavých oděvů je nutno podlepovat švy speciální páskou.